# Van Gils & Gasten
Van Gils & Gasten (în română Van Gils & Invitații) este un talk-show realizat de postul de televiziune de limbă neerlandeză Eén al societății de radioteleviziune VRT din Bruxelles, Belgia. Emisiunea, a cărei primă difuzare a avut loc pe 31 august 2015, îl are ca prezentator pe Lieven Van Gils.
Talk-show-ul, care include ocazional și muzică, este transmis de luni până joi între orele 22:00 și 23:00 CET. Programul nu are rubrici sau teme fixe și nici un număr fix de invitați.